# José
José is een voornaam, afgeleid van Jozef. Die oorspronkelijke naam is afkomstig uit het Hebreeuws en betekent "Jahweh voege toe", "Jahweh geve vermeerdering".
In het Nederlands is José meestal een meisjesnaam. In sommige gevallen is het een afkorting van Josephine.
In niet Nederlandstalige landen wordt José doorgaans, naar Spaans gebruik, als mannelijke voornaam gebruikt. Vooral in Spanje en andere Spaanstalige landen komt de naam veel voor als jongensnaam. De beginletter "J" wordt dan uitgesproken als "ch". Engelstaligen maken daar een "h" van. Een Spanjaard die José heet, heeft als roepnaam vaak Pepe (nooit Pépé), vandaar dat iemand weleens wordt aangeduid als (bijvoorbeeld) José "Pepe" Fernández.

## Bekende naamdragers
- José Afonso, Portugees zanger
- José Azcona del Hoyo, president van Honduras
- José Bové, Frans politicus en activist
- José Luís Caminero, Spaans voetballer
- José Canalejas, Spaans politicus
- José De Cauwer, Belgisch ploegleider
- José Raúl Capablanca, Cubaans schaker
- José Echegaray y Eizaguirre, Spaans minister
- José Gonzalo Escobar, Mexicaans militair
- José Feliciano, Puerto Ricaans zanger
- José Joaquín Fernández de Lizardi, Mexicaans schrijver
- José Giral Pereira, Spaans politicus
- José Happart, Belgisch politicus
- José Eugenio Hernández, Colombiaans voetballer
- José Oscar Herrera, Uruguayaans voetballer

- José Martí, Cubaans revolutionair
- José Alberto Martínez, Spaans wielrenner
- José Francisco Molina, Spaans voetballer
- José Mourinho, Portugees voetbalcoach
- José Clemente Orozco, Mexicaans schilder
- José Luis Perlaza, Ecuadoraans voetballer
- José Manuel Reina, Spaans voetbaldoelman
- José Relvas, Portugees politicus
- José António Carlos de Seixas, Portugees componist
- José de Sousa, Portugees darter
- José Streel, Belgisch journalist en collaborateur
- José Valencia, Ecuadoraans voetballer
- José Eduardo dos Santos, Angolees dictator
- José Rodríguez Martínez, Spaans voetballer van Real Madrid
- José Van Dam, Belgische bas-bariton en operazanger

## Bekende naamdraagsters
- José Damen, Nederlands zwemster
- José Hoebee, Nederlands zangeres

- José Smits, Nederlands politicus en journalist
- José Toirkens, Nederlands journalist

## Geografie
- José (Herve), een plaats in de provincie Luik

Zie ook
- San Jose en daarin opgenomen: San José